# Eclectus roratus

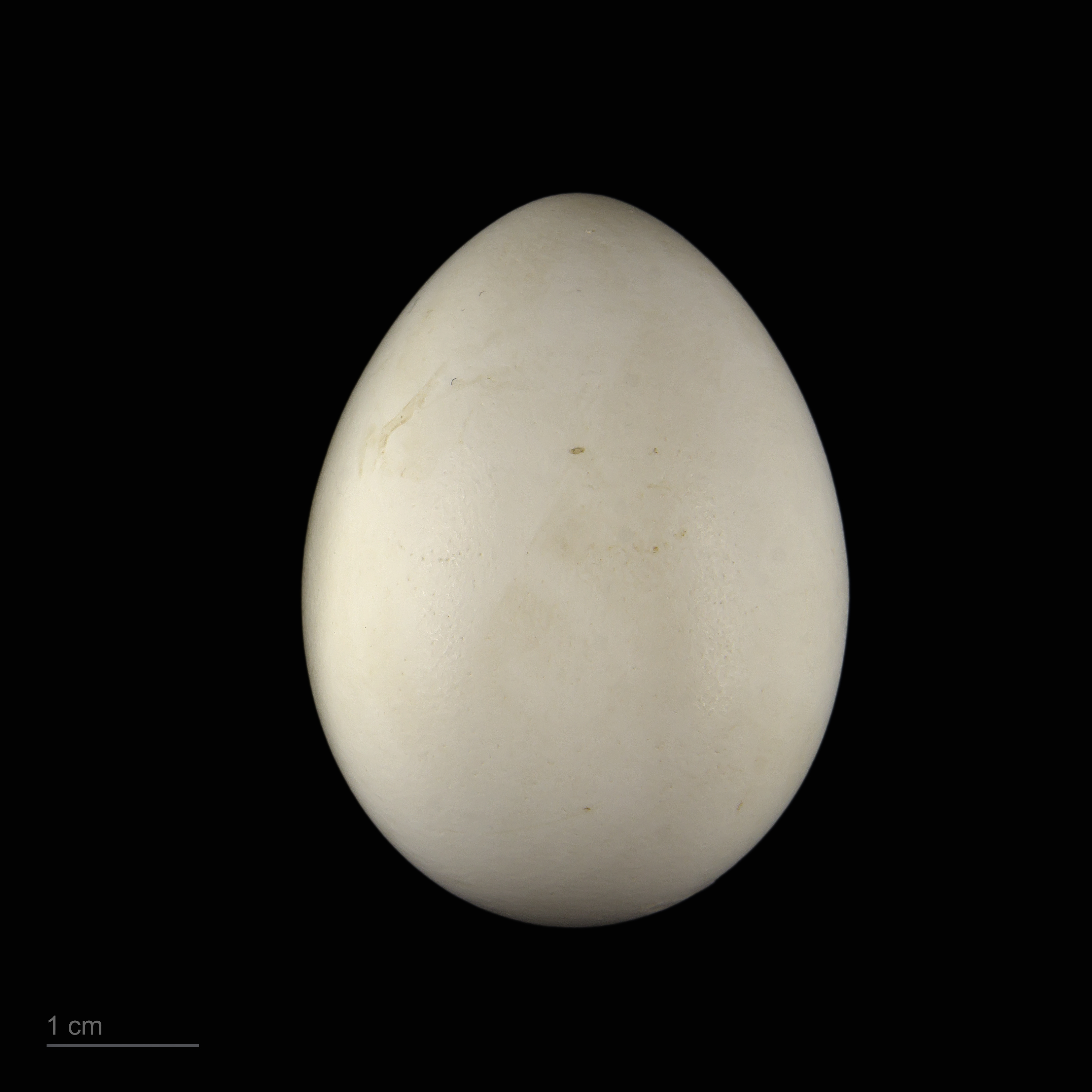
Eclectus roratus - MHNT

Papagaio-ecléctico (nome científico: Eclectus roratus) é uma espécie de papagaio nativo das ilhas Salomão, Sumba, Nova Guiné e ilhas próximas, nordeste da Austrália e ilhas Molucas. Possui um pronunciado dimorfismo sexual: os machos são verdes e as fêmeas vermelhas.